# Adelar Bertussi
Adelar Bertussi (Caxias do Sul, 15 de fevereiro de 1933 – Campo Largo, 30 de setembro de 2017) foi um músico, acordeonista, cantor e compositor sul-riograndense, de destaque no cenário mundial, consagrado pela exímia habilidade como acordeonista e um dos pioneiros na música tradicionalista gaúcha.

## Biografia
De família de músicos de origem italiana, em 1940, seu pai Fioravante Bertussi formou um grupo com seus quatro filhos para tocar em bailes e festas: Honeyde, tocava violão e acordeon, Walmor, clarinete e bateria, Wilson, clarinete e saxofone e Adelar, ainda menino, tocava cavaquinho, gaita de botão e pandeiro, aperfeiçoando-se mais tarde em acordeon.
Na década de 1950, Honeyde e Adelar se destacaram tocando e cantando e formaram a maior dupla gaúcha de todos os tempos, os Irmãos Bertussi.
No final da década de 1960 e durante a década de 1970, Adelar participou do grupo "Cobras do Teclado" junto ao também gaiteiro Itajaíba Mattana, com quem lançou uma série de discos.
Sua carreira de músico contou com mais de 70 anos de vida profissional. Entre LPs e CDs, possuiu mais de 50 discos gravados. Realizou mais de 6 mil apresentações entre bailes, shows e participações especiais no Brasil e exterior. Possuiu mais de 400 músicas gravadas incluindo folclóricas e regionais do sul, além de músicas populares brasileiras, internacionais e clássicos. Também escreveu métodos de acordeon que em parceria com o Maestro Waldir Teixeira, lançou o primeiro método “Som Bertussi” e na sequência o segundo volume intitulado “Som Bertussi – Som Maior”.
Entre títulos, homenagens, prêmios, troféus e diversas formas de reconhecimento que recebeu, destacam-se o Título de Cidadão Honorário do estado do Paraná e dos municípios de Pinhão (PR) e São Marcos (RS) e Emérito de Caxias do Sul (RS). Participação especial no 4º Encontro dos Tradicionalistas Gaúchos nos Estados Unidos e na Festa das Nações em Nova York, a inauguração do Monumento aos Irmãos Bertussi em frente à Fazenda Bertussi, o lançamento do livro de Renato Mendonça: Os Quatro Pilares da Tradição Gaúcha e do livro Coração Gaúcho – Irmãos Bertussi, de Tânia e Charles Tonet. Também recebeu o Troféu Prêmio Açoriano, Melhores Gaiteiros do Mundo, e Prêmio da Música da Serra Gaúcha pela sua obra musical. Também teve sua vida artística retratada em DVD no Documentário Musical chamado Adelar Bertussi – O Tropeiro da Música Gaúcha.
Faleceu aos 84 anos na manhã do sábado 30 de setembro de 2017 em Campo Largo, Paraná, quando estava internado no Hospital de Campo Largo, em decorrência de problema cardíacos.

## História
Criou com seu irmão Honeyde Bertussi (20 de fevereiro de 1923 – 4 de janeiro de 1996) um grupo de baile, ao qual foi dado o nome de Irmãos Bertussi.
Ele e seu irmão foram os pioneiros da música tradicionalista gaúcha, e também foi o primeiro grupo a incluir a bateria em bailes, fato inédito, porque na época os artistas se apresentavam nos bailes com um pandeiro, uma gaita, um violão e um bumbo. Os dois irmãos formavam um dueto de acordeão, dando assim início à moda de baile com duas gaitas ao invés de uma só.
Hoje é referenciado como um símbolo do tradicionalismo gaúcho. Adelar deixou o duo Os Bertussi no ano de 1998, e foi substituído por seu filho Gilney Bertussi, que passou a apresentar-se em shows pelo Paraná, Santa Catarina e Rio Grande do Sul.
Atualmente, o grupo Os Bertussi conta com os seguintes integrantes: Gilney Bertussi (gaita e voz solo), Jaciano Fogaça (gaita e voz), Leandro (guitarra e vocal), Marcos Gomes do Nascimento (baixo e vocal) e Paulo Alessandro (bateria).

## Prêmios e indicações

### Prêmio Açorianos
| Ano  | Categoria                                  | Indicação                   | Resultado |
| ---- | ------------------------------------------ | --------------------------- | --------- |
| 2012 | Homenageado do Ano - pelo conjunto da obra | Adelar Bertussi             | Venceu    |
| 2012 | DVD do Ano                                 | O Tropeiro da Música Gaúcha | Indicado  |